# Amor griego

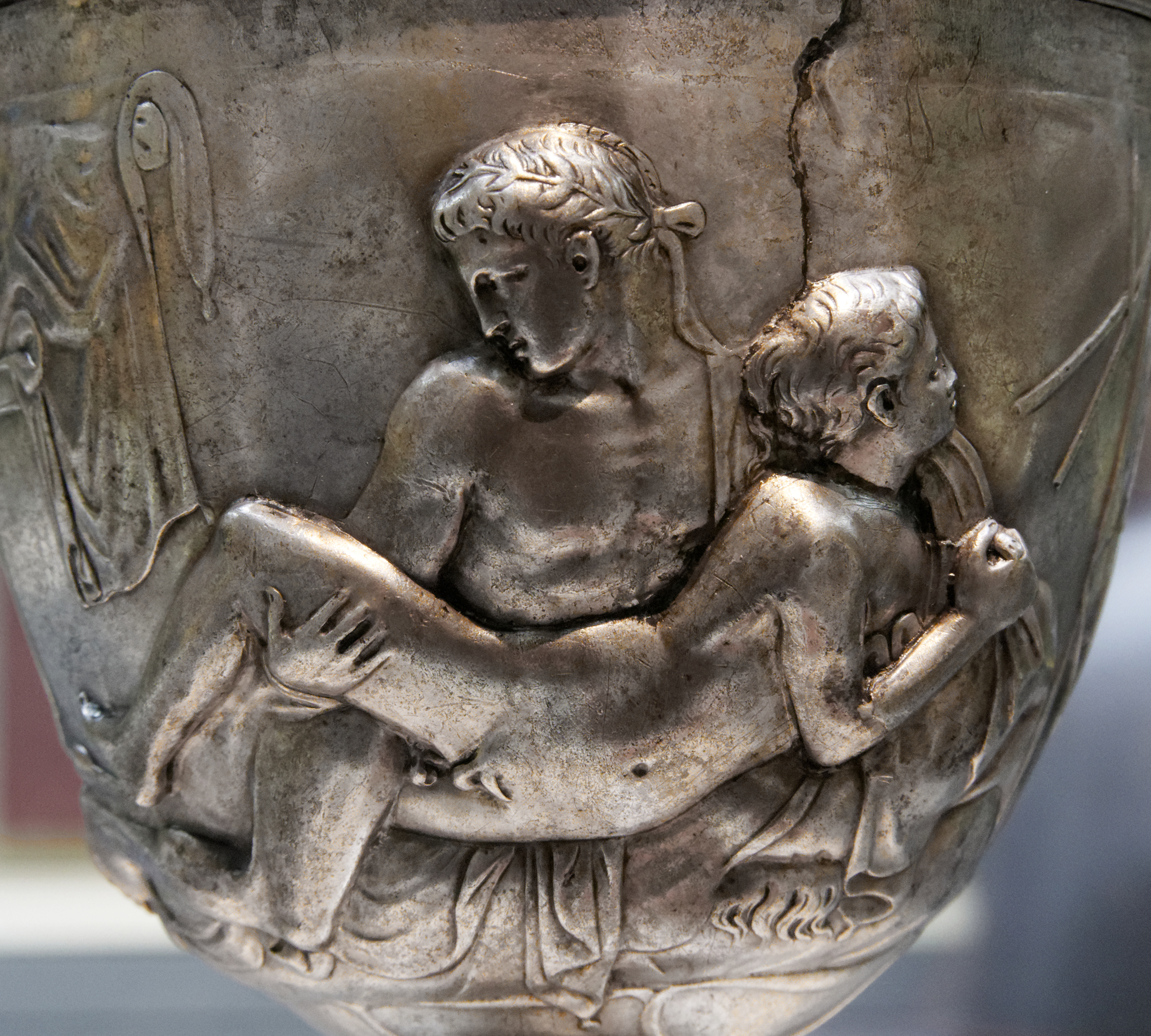
Detalle de la Copa Warren, siglo I d. C.

Amor griego es un término originalmente utilizado por los clasicistas para describir las primeras prácticas, costumbres y actitudes homoeróticas de la Antigua Grecia usado frecuentemente como un eufemismo para la homosexualidad y pederastia. La frase es producto del enorme impacto de la recepción de la cultura griega clásica en las actitudes históricas ante la sexualidad y su influencia en el movimiento artístico y distintos movimientos intelectuales.: xi, 91–92 

'Grecia' como la memoria histórica de un pasado atesorado era romantizada e idealizada como un tiempo y cultura cuándo el amor entre los hombres no fue sólo tolerado sino de hecho alentado, y expresado como el mayor ideal de camaradería del mismo sexo. ... Si la tolerancia y la aprobación de la homosexualidad masculina han sucedido una vez—y en una cultura tan admirada e imitada en los siglos XVIII Y XIX—no puede ser posible replicar en la modernidad la antigua patria de lo no-heteronormativo?:624

Siguiendo el trabajo del teórico de la sexualidad Michel Foucault, la validez de un antiguo modelo griego para la cultura gay moderna ha sido cuestionada. : xxxiv  En su ensayo "Greek Love", Alastair Blanshard ve al "amor griego" como "uno de los temas definitorios y divisivos en el movimiento de derechos homosexuales". : 161 

## Términos históricos
Como una frase en inglés moderno{: 72  y otras lenguas europeas modernas, "amor griego" se refiere a varias prácticas (en su mayoría homoeróticas) que son parte de la herencia helénica reinterpretada por adherentes como Lytton Strachey; : 20–23  Las comillas son menudo colocadas en una o ambas palabras ("amor" griego, amor "griego" o "amor griego") para indicar que el uso de la frase está determinado por el contexto. A menudo sirve como una "frase codificada" para la pederastia, o para "desinfectar" el deseo homosexual en contextos históricos donde se consideró inaceptable.
El término alemán griechische Liebe ("amor griego") aparece en la literatura alemana entre 1750 y 1850, junto con socratische Liebe ("amor socrático") y platonische Liebe ("amor platónico"), en referencia a la atracción entre hombres. La antigua Grecia se convirtió en un punto de referencia positivo por el cual los hombres homosexuales de cierta clase y educación podían entablar un discurso que de otro modo sería tabú. : 623  En el período moderno temprano, se mantenía cuidadosamente una disyunción entre el concepto masculino de eros, idealizado en la tradición clásica, que se trataba con reverencia, y el concepto de sodomía, un término despectivo.

## Trasfondo griego
En su estudio clásico sobre la homosexualidad griega, Kenneth Dover señala que los sustantivos "un homosexual" y "un heterosexual " no tienen equivalente en el griego antiguo. No había ningún concepto en la antigua Grecia equivalente a la concepción moderna de "preferencia sexual"; se suponía que una persona tendría respuestas tanto hetero como homosexuales en diferentes momentos. : 1, et passim  La evidencia de atracciones y comportamientos del mismo sexo es más abundante para los hombres que para las mujeres. Tanto el amor romántico como la pasión sexual entre hombres a menudo se consideraban normales y, en algunas circunstancias, saludables o admirables. La relación hombre-hombre más común fue la pederastia, una institución socialmente reconocida en la que un hombre maduro ( erastēs, el amante activo) se unía o mentorizaba a un joven adolescente : 115  ( eromenos, el amante pasivo o "niño", entendido como un modo de cariño y no necesariamente una categoría de edad. : 16 ) Martin Litchfield West ve la pederastia griega como "un sustituto del amor heterosexual, los contactos libres entre los sexos están restringidos por la sociedad".
El arte y la literatura griega retratan estas relaciones a veces como eróticas o sexuales, o idealizadas, educativas, no consumadas o no sexuales. Una característica distintiva del concepto griego de Eros masculino-masculino fue su aparición dentro de un entorno militar, como en el batallón Sagrado de Tebas, : 115–117  aunque se ha cuestionado la medida en que los lazos homosexuales desempeñaban un papel militar.
Se ha interpretado que algunos mitos griegos reflejan la costumbre de la paiderasteia, especialmente el mito de que Zeus secuestró a Ganimedes para convertirlo en su copero en el simposio olímpico. : 117  La muerte de Jacinto también se menciona con frecuencia como un mito pederástico.
Las principales fuentes literarias para la homosexualidad griega son la poesía lírica, la comedia ateniense, las obras de Platón y Jenofonte, y los discursos de la corte de Atenas. Las pinturas de jarrones de los años 500 y 400 a. C. representan el cortejo y el sexo entre hombres. : 115 

## Roma antigua
En latín, mos Graeciae o mos Graecorum ("costumbre griega" o "manera de los griegos") se refiere a una variedad de comportamientos que los antiguos romanos consideraban griegos, incluidos, entre otros, la práctica sexual. : 72  Los comportamientos homosexuales en Roma eran aceptables solo dentro de una relación inherentemente desigual; los ciudadanos romanos conservaban su masculinidad asumiendo el papel activo y penetrante, y la pareja sexual masculina apropiada era un prostituto o esclavo, que casi siempre no era romano. En la Grecia arcaica y clásica, la paiderasteia había sido una relación social formal entre varones nacidos libres; sacada de contexto y renovada como producto de lujo de un pueblo conquistado, la pederastia llegó a expresar roles basados en la dominación y explotación. : 37, 40–41 et passim  A menudo se daban esclavos, y los prostitutos a veces asumían nombres griegos, independientemente de su origen étnico; los muchachos ( pueri ) a quienes atrae el poeta Marcial tienen nombres griegos. El uso de esclavos definió la pederastia romana; las prácticas sexuales eran "de alguna manera griegas" cuando se dirigían a "los niños nacidos libres cortejados abiertamente de acuerdo con la tradición helénica de la pederastia". : 17 
La afeminabilidad o la falta de disciplina en el manejo de la atracción sexual hacia otro hombre amenazaba la "romanidad" de un hombre y, por lo tanto, podría ser menospreciado como "oriental" o "griego". Los temores de que los modelos griegos pudieran "corromper" los códigos sociales tradicionales romanos (el mos maiorum) parecen haber provocado una ley vagamente documentada (Lex Scantinia), que intentaba regular aspectos de las relaciones homosexuales entre hombres nacidos en libertad y proteger a los jóvenes romanos de los hombres mayores que emulaban las costumbres de la pederastia griega. : 27 
Sin embargo, a fines del siglo II a. C., la elevación de la literatura y el arte griegos como modelos de expresión hizo que el homoerotismo se considerara urbano y sofisticado. El cónsul Quintus Lutatius Catulus estaba entre un círculo de poetas que pusieron de moda poemas helenísticos cortos y ligeros en la última República. Uno de sus pocos fragmentos sobrevivientes es un poema de deseo dirigido a un hombre con un nombre griego, que señala la nueva estética en la cultura romana. La helenización de la cultura de élite influyó en las actitudes sexuales entre los "romanos filohelenos de vanguardia", : 28 , a diferencia de la orientación o el comportamiento sexual, y se concretó en la " nueva poesía" de los años 50 a. C. Los poemas de Cayo Valerio Catulo, escritos en formas adaptadas de métricas griegas, incluyen varios que expresan el deseo de un joven libre explícitamente llamado "Juventud" (Iuventius). Su nombre latino y su estado de nacimiento libre subvierten la tradición pederastica en Roma. : 28  Los poemas de Catulo se dirigen más a menudo a una mujer.
El ideal literario celebrado por Catulo contrasta con la práctica de los romanos de élite que mantuvieron un puer delicatus ("niño exquisito") como una forma de consumo sexual de alto estatus, una práctica que continuó hasta la era imperial. El puer delicatus era un esclavo elegido que servía en un hogar de alto rango. Era seleccionado por su buena apariencia y gracia para servir al lado de su maestro, donde a menudo se lo representa en el arte. Entre sus deberes, en un convivium representaría el papel mitológico griego de Ganimedes, la juventud troyana secuestrada por Zeus para servir como copero divino. : 34  Los ataques contra emperadores como Nerón y Heliogábalo, cuyos compañeros jóvenes los acompañaron en público para ceremonias oficiales, criticaron la percepción "griega" de la sexualidad masculina. : 136  El "amor griego", o el modelo cultural de la pederastia griega en la antigua Roma, es un "topos o juego literario" que "nunca deja de ser griego en la imaginación romana", una pose erótica para distinguirse de las variedades de la sexualidad del mundo real entre individuos. : 67  Vout ve las opiniones de Williams y MacMullen como extremos opuestos sobre el tema : 45 

## Renacimiento
Las relaciones masculinas entre personas del mismo sexo representadas por el ideal del "amor griego" se rechazaban cada vez más dentro de las tradiciones judeocristianas de la sociedad occidental.: 213, 411  En el período posclásico, la poesía amorosa dirigida por hombres a otros hombres ha sido en general tabú.: 6  Según el libro de Reeser "Setting Plato Straight", fue el Renacimiento el que cambió la idea de amor en el sentido de Platón a lo que ahora llamamos "amor platónico", como asexual y heterosexual.
En 1469, el italiano neoplatonista Marsilio Ficino reintrodujo  El Simposio de Platón a la cultura occidental con su traducción al latín titulada De Amore ("Sobre el amor"). : 29 : 38  Ficino es "quizás el comentarista y maestro platónico más importante del Renacimiento". : 128  El "Simposio" se convirtió en el texto más importante para las concepciones de amor en general durante el Renacimiento. : 29  En su comentario sobre Platón, Ficino interpreta amor platonicus ("Amor platónico") y amor socrático  alegóricamente como amor masculino idealizado, de acuerdo con la doctrina de la Iglesia de su tiempo. Su interpretación del "Simposio" influyó en una visión filosófica de que la búsqueda del conocimiento, particularmente  autoconocimiento, requería sublimación del deseo sexual. : 2  Ficino comenzó así el largo proceso histórico de suprimir el homoeroticismo de, en particular, el  diálogo de Cármides que "amenaza con exponer la naturaleza carnal del amor griego" que Ficino intentó minimizar.: 101 
Para el italiano neoplatonista, el "amor platónico" era un vínculo entre dos hombres que fomenta una vida emocional e intelectual compartida, a diferencia del "amor griego" practicado históricamente como el de relaciones erastes/eromeno. Ficino apunta así hacia el uso moderno del "amor platónico" para significar amor sin sexualidad. En su comentario al "Simposio", separa cuidadosamente el acto de sodomía, que condenó, y elogia el amor socrático como la forma más elevada de amistad. Ficino sostuvo que los hombres podían usar la belleza y la amistad de los demás para descubrir el bien mayor, es decir, Dios, y así cristianizado idealizó el amor masculino como lo expresa Sócrates.
Durante el Renacimiento, artistas como Leonardo da Vinci y Miguel Ángel utilizaron la filosofía de Platón como inspiración para algunas de sus mejores obras. El "redescubrimiento" de la antigüedad clásica se percibió como una experiencia liberadora, y el amor griego como un ideal según un modelo platónico. Miguel Ángel se presentó al público como un amante platónico de los hombres, combinando la ortodoxia católica y el entusiasmo pagano en su representación de la forma masculina, especialmente en su obra el  David , : 270  pero su sobrino nieto editó sus poemas para disminuir las referencias a su amor por Tommaso Cavalieri. : 5 
Por el contrario, el ensayista francés renacentista Montaigne cuya vista del amor y la amistad fue humanista y racionalista, rechazó el "amor griego" como modelo en su ensayo "De l'amitié" ("Sobre la amistad"). En dicho ensayo, Montaigne dice que el "amor griego" no se condice con las necesidades sociales de su tiempo porque implica "una necesaria disparidad en la edad y una gran diferencia en las funciones de los amantes". Dado que Montaigne veía la amistad como una relación entre iguales en un contexto de libertad política, la desigualdad del amor griego disminuía su valor.
Para Montaigne, la belleza física y la atracción sexual inherente en el modelo griego no eran condiciones necesarias para la amistad, además, Montaigne rechaza las relaciones homosexuales a las cuales se refiere como licence grecque, socialmente repulsivas.
Aunque la importación "al por mayor" de un modelo griego sería socialmente inapropiada, licence grecque parece referir solo a una conducta homosexual licenciosa, en contraste con el comportamiento moderado entre hombres en una amistad perfecta. Montaigne elige introducir su ensayo sobre la amistad con una referencia al modelo griego, "El rol de la homosexualidad como tropo es más importante que su estatus como acto o deseo hombre-hombre... licence grecque se convierte en un dispositivo estético para enmarcar el centro".

## Neoclasicismo

### Helenismo Germánico
El término alemán griechische Liebe ("amor griego"), aparece en la literatura alemana entre los años 1750 y 1850 justo a socratische Liebe ("amor socrático") y platonische Liebe ("amor platónico") en referencia a la atracción entre hombres.
El trabajo del historiador de arte alemán Johann Winckelmann fue una influencia mayor en la formación de los ideales clásicos del siglo XVIII y suele ser un punto de partida para historias de literatura gay alemana.